# Liste der Naturschutzgebiete im Landkreis Potsdam-Mittelmark
Im Brandenburger Landkreis Potsdam-Mittelmark gibt es 26 Naturschutzgebiete (Stand Februar 2017).
| Name des Gebietes                               | Bild                           | Kennung | WDPA   | Landkreis / Stadt                                      | Beschreibung / Bemerkungen | Standort | Fläche in Hektar | Datum der Verordnung   |
| ----------------------------------------------- | ------------------------------ | ------- | ------ | ------------------------------------------------------ | -------------------------- | -------- | ---------------- | ---------------------- |
| Bagower Bruch                                   | weitere Bilder                 | 1516    | 162328 | Landkreis Potsdam-Mittelmark                           |                            | Position | 98,49            | 13.02.1998             |
| Bäketal                                         | weitere Bilder                 | 1139    | 162332 | Landkreis Potsdam-Mittelmark                           |                            | Position | 12,66            | 10.10.1995             |
| Belziger Landschaftswiesen                      | weitere Bilder                 | 1137    | 344575 | Landkreis Potsdam-Mittelmark                           |                            | Position | 4427,92          | 15.06.2005             |
| Bullenberger Bach/Klein Briesener Bach          | weitere Bilder                 | 1586    | 318265 | Landkreis Potsdam-Mittelmark                           |                            | Position | 296,74           | 24.05.2003             |
| Flämingbuchen                                   |                                | 1261    | 163111 | Landkreis Potsdam-Mittelmark                           |                            | Position | 60,47            | 19.10.1972             |
| Forst Zinna-Jüterbog-Keilberg                   | weitere Bilder                 | 1536    | 318408 | Landkreis Potsdam-Mittelmark, Landkreis Teltow-Fläming |                            | Position | 7193,18          | 30.12.1999             |
| Glindower Alpen                                 | weitere Bilder                 | 1163    | 163263 | Landkreis Potsdam-Mittelmark                           |                            | Position | 106,75           | 10.10.1995             |
| Havelländisches Luch                            |                                | 1124    | 329418 | Landkreis Havelland, Landkreis Potsdam-Mittelmark      |                            | Position | 5529,95          | 01.07.2004             |
| Ketziner Havelinseln                            | Ketzin im Abendlicht, Luftbild | 1154    | 318646 | Landkreis Havelland, Landkreis Potsdam-Mittelmark      |                            | Position | 237,55           | 12.03.2003             |
| Klein Marzehns                                  |                                | 1266    | 164111 | Landkreis Potsdam-Mittelmark                           |                            | Position | 17,62            | 30.03.1961             |
| Kleiner Plessower See                           | weitere Bilder                 | 1177    | 318664 | Landkreis Potsdam-Mittelmark                           |                            | Position | 103,57           | 18.03.2003             |
| Krahner Busch                                   |                                | 1195    | 164226 | Landkreis Potsdam-Mittelmark                           |                            | Position | 166,74           | 30.07.1997             |
| Krielower See                                   |                                | 1170    | 329498 | Landkreis Potsdam-Mittelmark                           |                            | Position | 155,11           | 09.10.2004             |
| Lehnitzer Mittelheide und Quellgebiet Emster    | weitere Bilder                 | 1509    | 164416 | Landkreis Potsdam-Mittelmark                           |                            | Position | 594,54           | 12.10.1996             |
| Lienewitz-Caputher Seen- und Feuchtgebietskette | weitere Bilder                 | 1517    | 318732 | Landkreis Potsdam-Mittelmark                           |                            | Position | 368,11           | 10.06.2002             |
| Moosfenn                                        | weitere Bilder                 | 1184    | 164688 | Landkreis Potsdam-Mittelmark                           |                            | Position | 3,04             | 13.11.1937             |
| Nuthe-Nieplitz-Niederung                        | weitere Bilder                 | 1481    | 164853 | Landkreis Potsdam-Mittelmark, Landkreis Teltow-Fläming |                            | Position | 5566,5           | 28.06.1995, 12.01.2011 |
| Zarth                                           |                                | 1250    | 14401  | Landkreis Potsdam-Mittelmark                           |                            | Position | 262,22           | 26.06.1978             |
| Planetal                                        |                                | 1260    | 14402  | Landkreis Potsdam-Mittelmark                           |                            | Position | 109,24           | 19.10.1967             |
| Pritzerber Laake                                | weitere Bilder                 | 1133    | 165044 | Landkreis Havelland, Landkreis Potsdam-Mittelmark      |                            | Position | 511,34           | 17.03.1986             |
| Rabenstein                                      |                                | 1265    | 165077 | Landkreis Potsdam-Mittelmark                           |                            | Position | 39,04            | 26.06.1978             |
| Rietzer See                                     | weitere Bilder                 | 1179    | 14399  | Landkreis Potsdam-Mittelmark                           |                            | Position | 1128,02          | 09.10.2004             |
| Spring                                          |                                | 1258    | 165624 | Landkreis Potsdam-Mittelmark                           |                            | Position | 25,19            | 17.03.1986             |
| Verlorenwasserbach Oberlauf                     |                                | 1589    | 344841 | Landkreis Potsdam-Mittelmark                           |                            | Position | 221,58           | 26.05.2005             |
| Werbiger Heide                                  |                                | 1540    | 319313 | Landkreis Potsdam-Mittelmark                           |                            | Position | 20,28            | 19.11.1999             |
| Wolfsbruch                                      |                                | 1171    | 166353 | Landkreis Potsdam-Mittelmark                           |                            | Position | 112,4            | 27.02.1996             |